# I Kasper Heibergs atelier, Paris 1966
I Kasper Heibergs atelier, Paris 1966 er en dansk eksperimentalfilm fra 1966, der er instrueret af Kasper Heiberg, Willy Ørskov og Grethe Grathwol.

## Handling
Denne artikel mangler et handlingsreferat. Hjælp os med at skrive det.